# Imre Budavári
Imre Budavári (Budapest, 14 giugno 1956) è un ex pallanuotista ungherese.
Con l'Ungheria ha conquistato l'argento ai Mondiali 1982 e agli Europei 1983, oltre all'oro nella World Cup 1979.

## Carriera

### Club
Budavári ha iniziato la propria carriera nel 1975 con il Vasas, storica squadra di Budapest, rimanendovi per 10 stagioni. Con gli ungheresi ha vinto due edizioni della Coppa Campioni (nel 1979-1980 e nel 1984-1985), una Coppa LEN, una Coppa delle Coppe, due Coppe d'Ungheria e nove campionati ungheresi, conquistando per tre volte il titolo di capocannoniere del campionato dal 1982 al 1985.
Terminata l'esperienza ungherese si è trasferito in Italia all'Arenzano, squadra che all'epoca militava nella Serie A2 1985-1986 dove vince la Coppa Italia. Dopo la conquista della promozione in Serie A1 è rimasto in squadra fino al 1987, trasferendosi poi al Nervi per il biennio successivo. 
Budavári ha proseguito la carriera alla Rari Nantes Argentario in Serie B, rimanendo con la squadra toscana nel periodo 1990-1991. Nel 1994 ha giocato nella Nicola Mameli di Voltri e nel 1995 ancora nel Nervi. Nel 1992-93 allena in patria l'Orvosegeytem Budapest.

### Nazionale
Con l'Ungheria ha conquistato la medaglia d'argento ai Mondiali 1982 e agli Europei 1983. Vanta inoltre il successo nella FINA Water Polo World Cup 1979.

## Nella cultura di massa
Budavári è anche noto per la partecipazione nel film Palombella rossa del regista Nanni Moretti, in cui interpreta sé stesso nella parte del giocatore avversario dello stesso Moretti. È rimasta celebre nel film la ripetizione ossessiva da parte di Silvio Orlando, nel ruolo dell'allenatore della squadra di Moretti, della frase: «Marca Budavári! Marca Budavári! Marca Budavári!» Nel 2023 viene nuovamente citato da Nanni Moretti nel film Il sol dell'avvenire.